# François Barré
Pour les articles homonymes, voir Barré.
François Barré est un responsable d'institutions culturelles français né en 1939. Il a notamment été président du Centre Pompidou (1993-1996), délégué aux Arts plastiques (1990-1993), directeur de l'Architecture puis directeur de l'Architecture et du Patrimoine (1996-2000) au ministère de la Culture et président des Rencontres internationales de la photographie d'Arles (2001-2009).

## Biographie
Après des études à l'École nationale d'administration d'où il sort en 1965, François Barré intègre le ministère des Affaires étrangères. 
En 1967, il travaille à Bordeaux, auprès de Jacques Chaban-Delmas, puis il revient à Paris et, sur la base d'une candidature spontanée, il est recruté en 1968 par François Mathey au sein de l'Union centrale des arts décoratifs pour mettre en place une « galerie du quotidien », qui deviendra en 1969 le Centre de création industrielle (CCI).
Avec François Mathey, il rejoint l'équipe de préfiguration du futur Centre Pompidou, dirigée par Robert Bordaz. Le film qu'il fait réaliser par Jean-Louis Bertuccelli, Le Droit à la ville, d'après le livre d'Henri Lefebvre, déplaît à Robert Bordaz. Lorsque François Mathey renonce à la direction du CCI pour se consacrer exclusivement à la direction du musée des arts décoratifs, François Barré signe une pétition qui demande sa nomination à la tête du CCI. Robert Bordaz décide alors de le remettre à la disposition de son administration d'origine, le Quai d'Orsay. François Barré démissionne de la fonction publique en 1976, non sans devoir rembourser à l'État ses frais de scolarité à l'ENA.
Le 25 janvier 1990, il est nommé délégué aux Arts plastiques au ministère de la Culture en remplacement de Dominique Bozo, nommé président du Centre Pompidou. Il succède ensuite à Dominique Bozo dans cette fonction le 4 août 1993. Il effectue un mandat de trois ans, au terme duquel, en 1996, il est appelé à la direction de l'Architecture qui vient d'être créée au ministère de la Culture à la suite du retour de cette compétence, jusque-là attribuée au ministère de l'Équipement. Lorsqu'il est décidé de fusionner la direction de l'Architecture et la direction du Patrimoine, François Barré devient le premier directeur de l'Architecture et du Patrimoine (nommé le 23 septembre 1998). Il conserve cette fonction jusqu'au 28 septembre 2000.
Président des Rencontres internationales de la photographie d'Arles, de 2001 à 2009, il exerce parallèlement une activité de consultant sur des projets culturels et urbains notamment pour le projet de fondation de François Pinault sur l'île Seguin (abandonné) ; à Montpellier, pour la création d'un centre d’art contemporain ; à Mulhouse et à Nice, pour la commande artistique accompagnant la réalisation de lignes de tramway ; à Saint-Étienne pour la conception d'une biennale du design ; et à Nancy, pour un concours d'urbanisme et d'architecture. En 2007, au moment où le centre d'architecture Arc-en-Rêve de Bordeaux célèbre ses 25 ans, François Barré en devient le président, succédant à Serge Goldberg qui devient président d'honneur.

## Sources
- Entretien avec François-Xavier Fagniez et Alin Avila, « C'est l'histoire d'un regard », « Le CCI, c'était lui, c'était moi... » et « Il a rejoint la modernité par le design », dans Area revue, no 1, 2002  (ISBN 978-2-35276-040-5), p. 78 sq.
- Robert Martine, « François Barré : Chef de (grands) projets depuis quarante ans » (entretien et biographie), L'Œil, no 581, juin 2006.